# فرنسيس أوبري براون
فرنسيس أوبري براون هو سياسي كندي، ولد في 12 ديسمبر 1878، وتوفي في 22 أكتوبر 1953. انتخب عضو الجمعية التشريعية لكولومبيا البريطانية ‏.